# General Las Heras (partido)
Pour les articles homonymes, voir General Las Heras.
General Las Heras est un partido de la province de Buenos Aires fondé en 1864 dont la capitale est General Las Heras.